# Piper sylvaticum
Piper sylvaticum là một loài thực vật có hoa trong họ Hồ tiêu. Loài này được Roxb. miêu tả khoa học đầu tiên năm 1820.